# Arluno

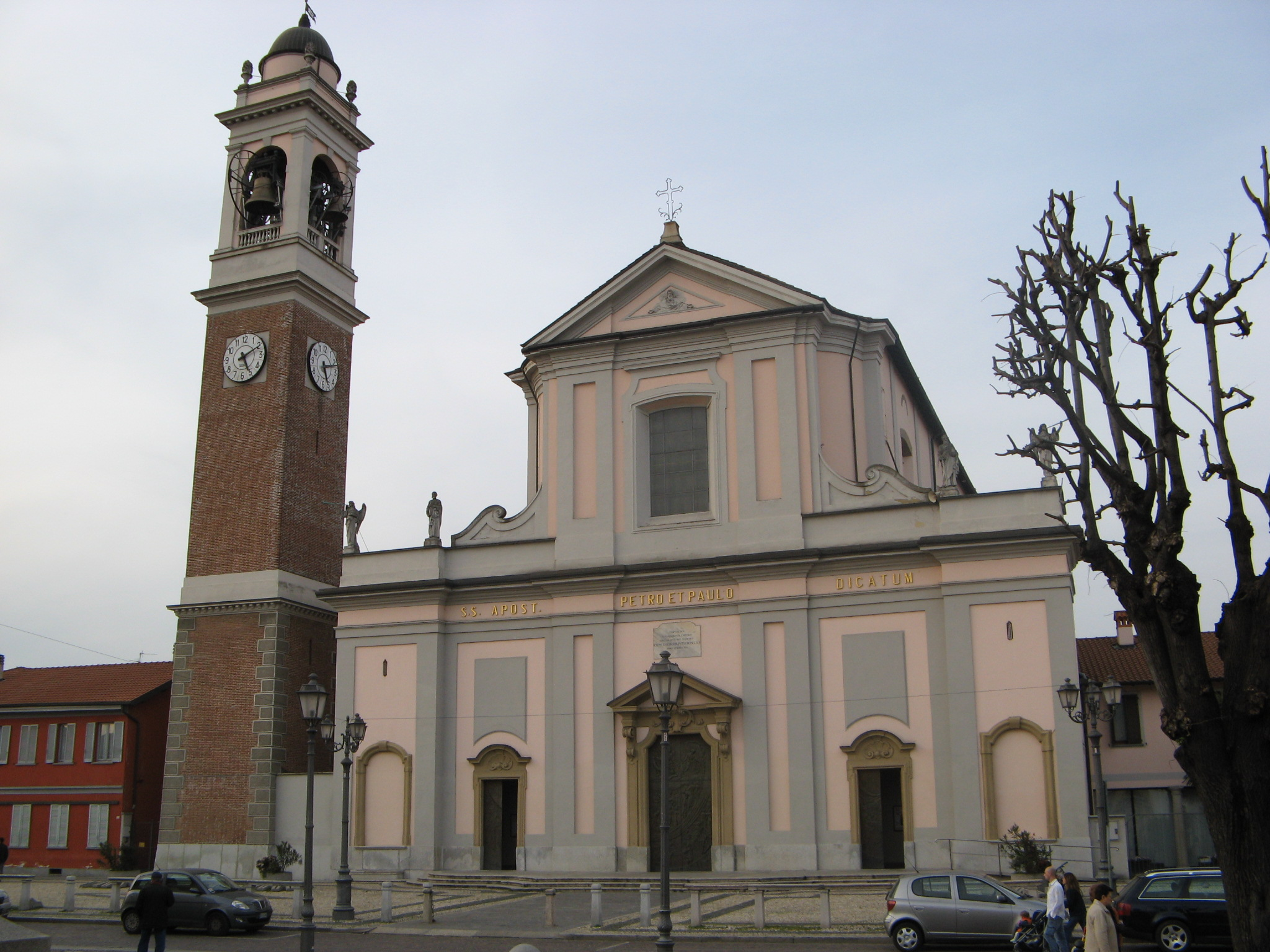
Pfarrkirche Santi Pietro e Paolo

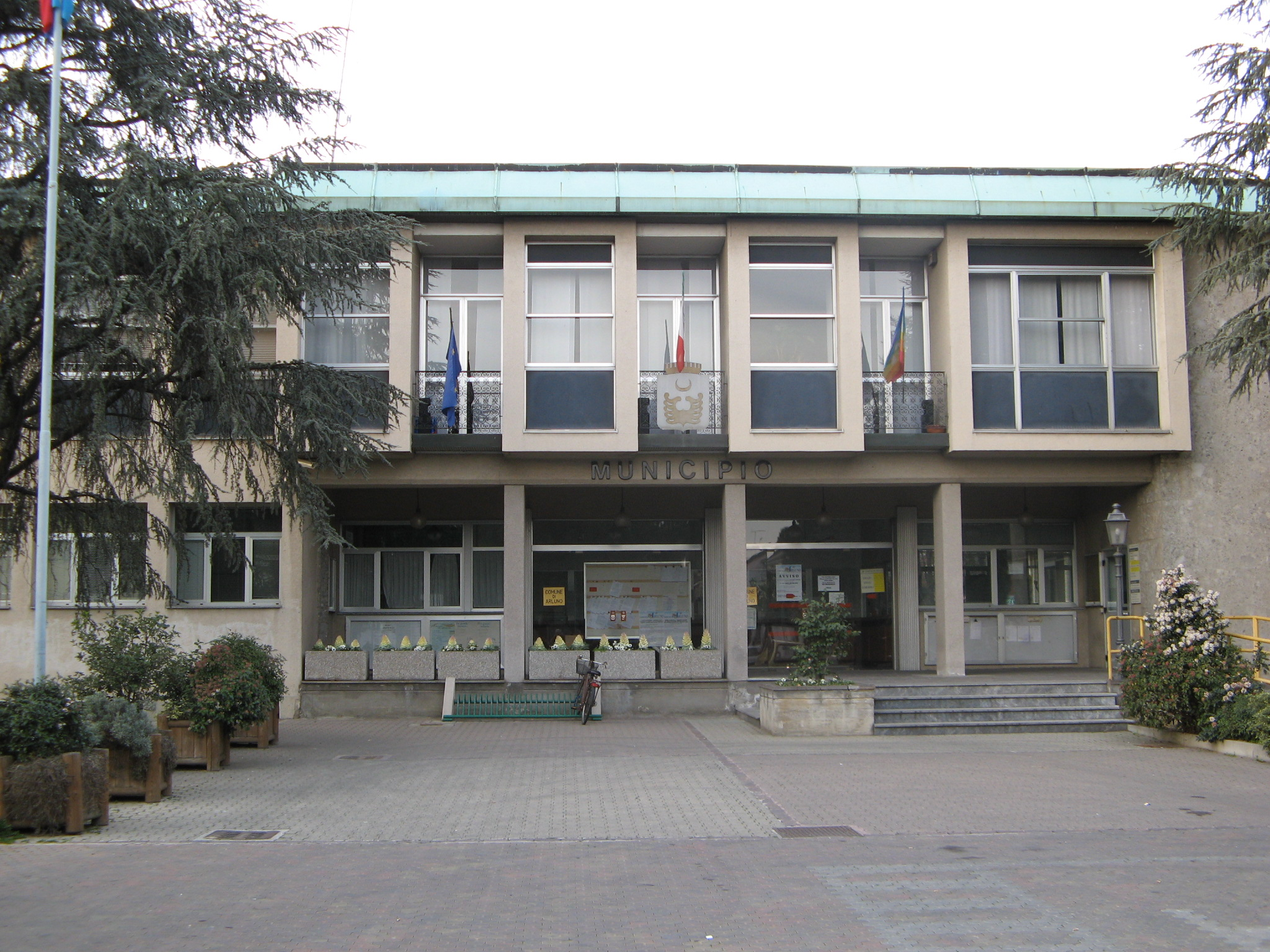
Gemeindehaus

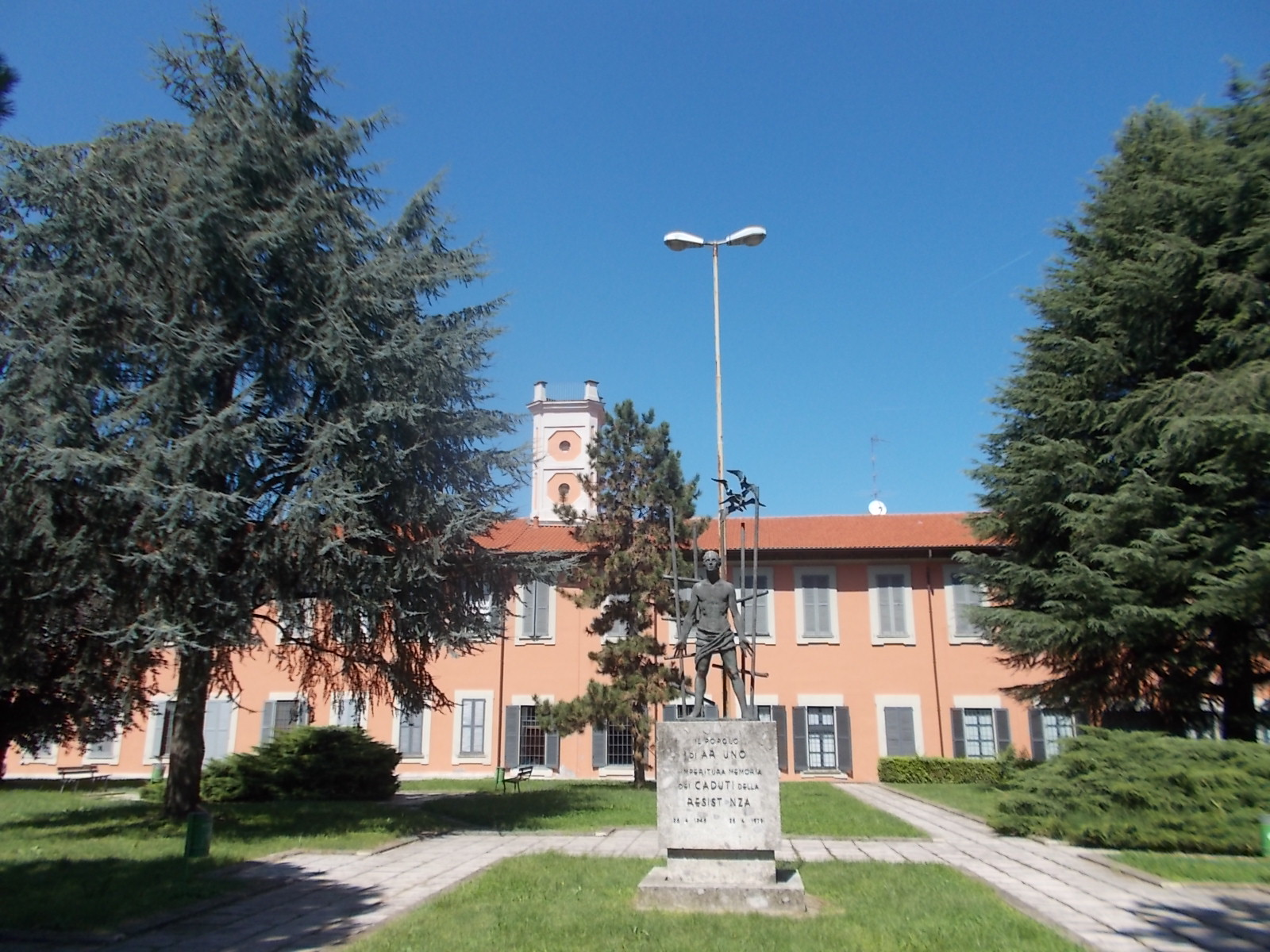
Palast Pozzobonelli Lambertenghi Dell’Acqua

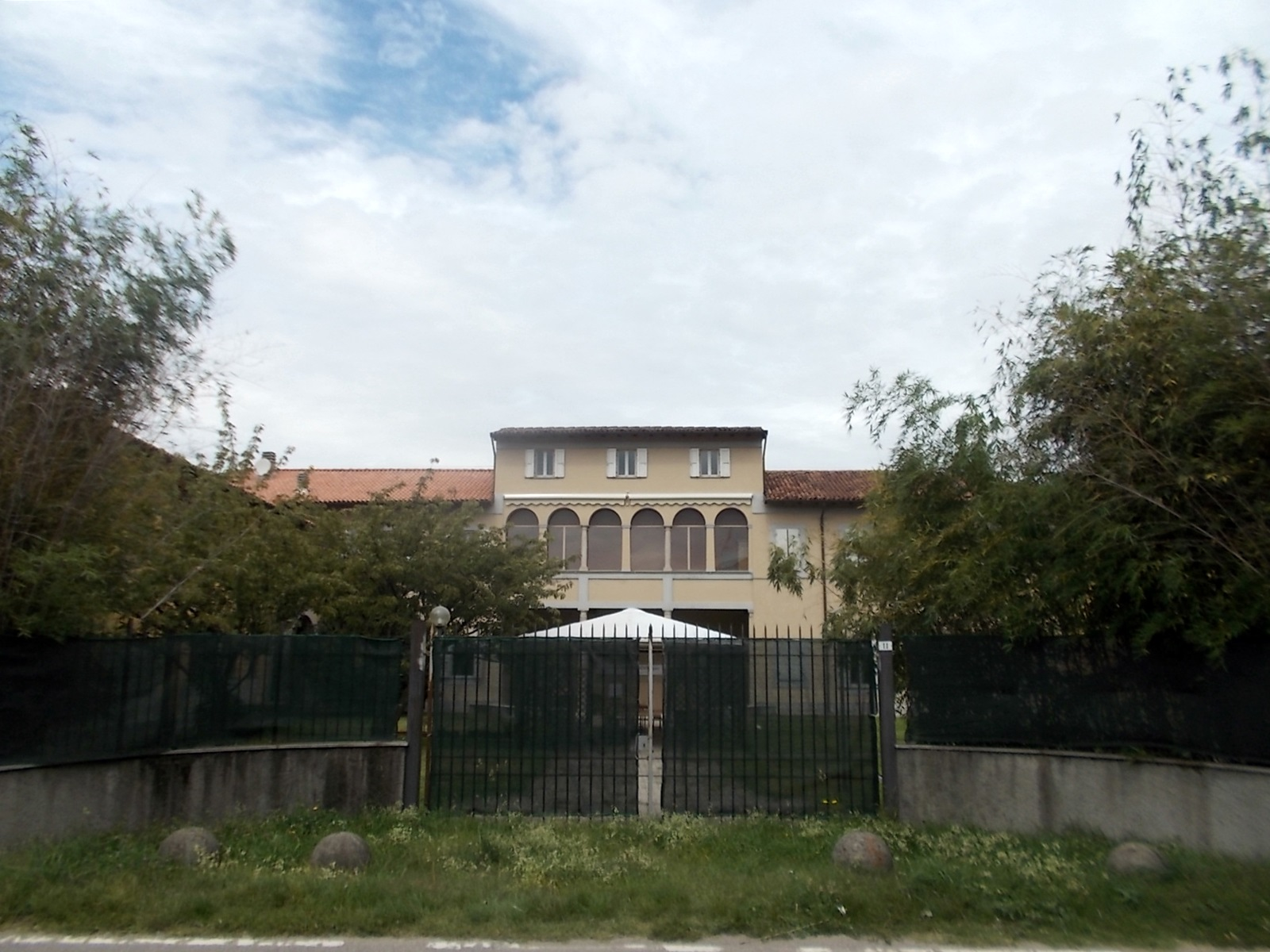
Villa Bolognini im Ortschaft Poglianasca

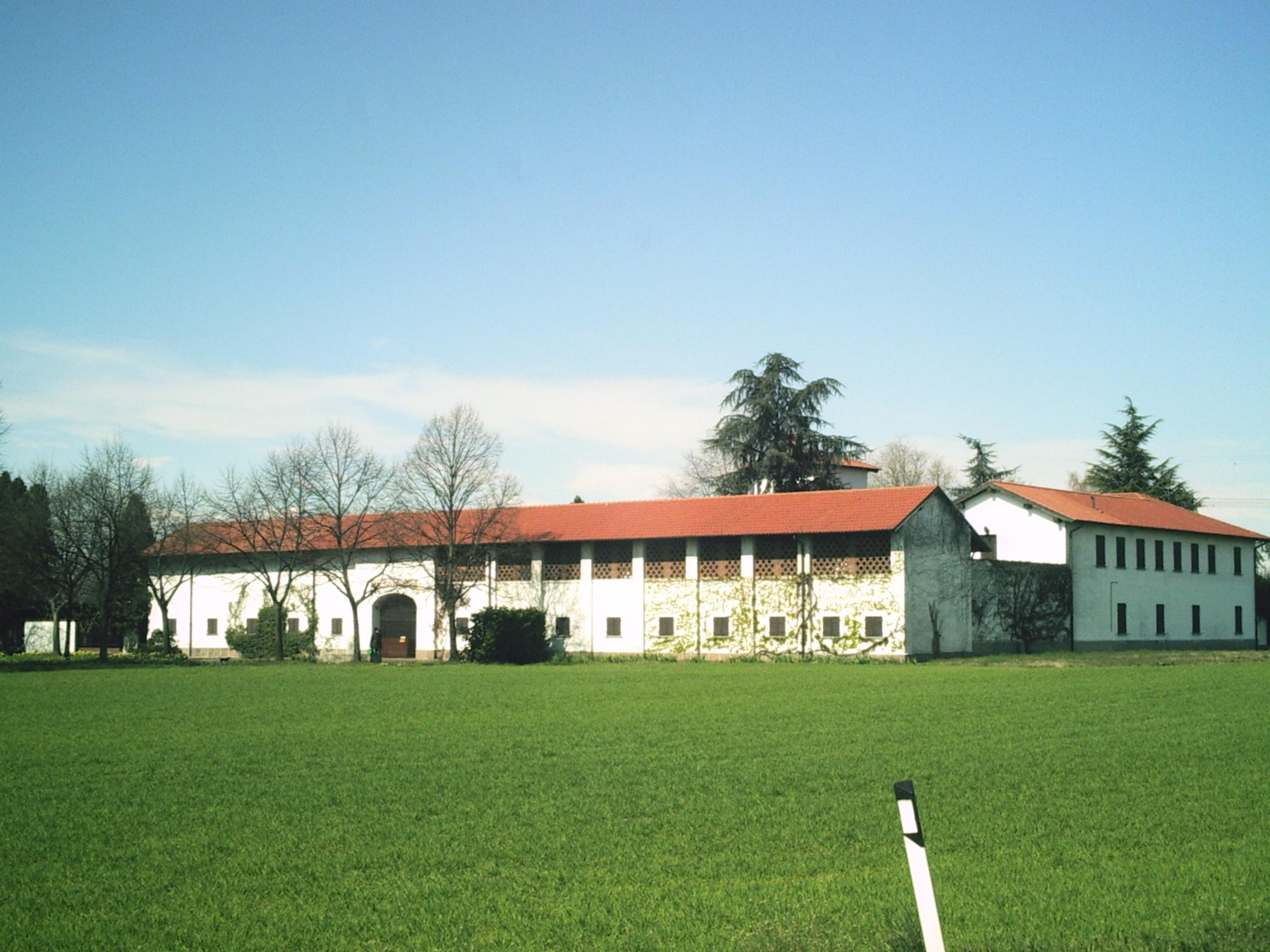
Cascina Frisasca

Arluno ist eine Gemeinde mit 12.431 Einwohnern (Stand 31. Dezember 2023) in der Metropolitanstadt Mailand, Region Lombardei.

## Geographie
Arluno bietet eine typische Kulisse für die obere Poebene. Es ist 19,5 km vom Dom von Mailand und 12,5 km vom Ticino (Fluss) entfernt.
Die Nachbarorte von Arluno sind Parabiago, Nerviano, Pogliano Milanese, Casorezzo, Vanzago, Ossona, Sedriano, Santo Stefano Ticino, Vittuone und Corbetta.

## Bevölkerungsentwicklung
Arluno zählt 4294 Privathaushalte. Zwischen 1991 und 2001 stieg die Einwohnerzahl von 8917 auf 9815. Dies entspricht einem prozentualen Zuwachs von 10,1 %.

## Sehenswürdigkeiten
- Pfarrkirche Santi Pietro e Paolo ist in der Metropolitanstadt und dem Erzbistum Mailand; sie gehört zum Dekanat Villoresi.[2]
- Kirche Sant’Ambrogio aus dem 15. Jahrhundert wurde in späteren Jahrhunderten als Zufluchtsort für Pestopfer genutzt.
- Wallfahrtskirche Madonna della Rocca.
- Palazzo Pestalozza an der Piazza Pozzobonelli befindet sich im historischen Zentrum, gegenüber der Pfarrkirche.
- Villa Bolognini wurde 1689 erbaut und 1714 vom Markgrafen Giuseppe Bolognini als Wohnhaus in der Nähe der Cascina Poglianasca fertiggestellt, die er an dieser Stelle erworben hatte. Nach dem Tod von Luigi Bizozzero, dem letzten Erben der Markgrafen Bolognini, im Jahr 1937 ging der Komplex durch Erbschaft an das Ospedale Maggiore (Mailand) über.
- Palazzo Pozzobonelli Porro Lambertenghi Dell’Acqua. Zu Beginn des 18. Jahrhunderts von der Familie Pozzobonelli errichtete Gebäude diente Silvio Pellico als Wohnsitz, als er 1816 als Erzieher der Kinder des Grafen Luigi Porro Lambertenghi in Arluno weilte.
- Cascina Frisasca ist eine landwirtschaftliche Struktur in der Gegend von Arluno aus dem 16. Jahrhundert. Der Hof war im Besitz der Adligen von Svirigo und ging 1574 in den Besitz des Klosters delle Veteri in Mailand über.
- Cascina Poglianasca liegt an der Landstraße SP229, die Arluno mit Pogliano Milanese verbindet. Die ersten Besitzer, die Mitte des 17. Jahrhunderts erwähnt werden, sind die Herren Daverio und Varesi, Besitzer der beiden Höfe östlich der Straße, und die Herren Osio des westlichen Hofes.
- Cascina Gomarasca. Bereits im Jahr 1500 gehörte es der Familie Crivelli aus Magenta (Lombardei) und 1574 lebte dort die Familie Oldani mit 28 Mitgliedern.

## Persönlichkeiten
- Ambrogio da Arluno (* um 1460 in Arluno; † nach 1496 in Mailand?), Bildhauer[3]